# Royal Center
Royal Center és una població dels Estats Units a l'estat d'Indiana. Segons el cens del 2000 tenia 832 habitants.

## Demografia
Segons el cens del 2000, Royal Center tenia 832 habitants, 330 habitatges, i 235 famílies. La densitat de població era de 642,5 habitants/km².
Dels 330 habitatges en un 31,5% hi vivien nens de menys de 18 anys, en un 56,4% hi vivien parelles casades, en un 10,6% dones solteres, i en un 28,5% no eren unitats familiars. En el 25,5% dels habitatges hi vivien persones soles el 15,5% de les quals corresponia a persones de 65 anys o més que vivien soles. El nombre mitjà de persones vivint en cada habitatge era de 2,52 i el nombre mitjà de persones que vivien en cada família era de 3,01.
Per edats la població es repartia de la següent manera: un 26,7% tenia menys de 18 anys, un 7,9% entre 18 i 24, un 25,7% entre 25 i 44, un 19,4% de 45 a 60 i un 20,3% 65 anys o més.
L'edat mediana era de 39 anys. Per cada 100 dones de 18 o més anys hi havia 91,2 homes.
La renda mediana per habitatge era de 40.625 $ i la renda mediana per família de 52.167 $. Els homes tenien una renda mediana de 33.833 $ mentre que les dones 19.792 $. La renda per capita de la població era de 17.440 $. Entorn del 2,8% de les famílies i el 4,7% de la població estaven per davall del llindar de pobresa.

## Poblacions més properes
El següent diagrama mostra les poblacions més properes.